# Huaura (tỉnh)
Tỉnh Huaura (tiếng Tây Ban Nha: Provincia de Huaura) là một tỉnh thuộc vùng Lima của Peru. Tỉnh Huaura có diện tích 4892 km², dân số thời điểm theo điều tra dân số ngày 11 tháng 7 năm 1993 là 163174 người. Tỉnh lỵ đóng ở Huacho.